# 錫達鎮區 (密蘇里州錫達縣)
錫達鎮區（英語：Cedar Township）是位於美國密蘇里州錫達縣的一個行政鎮區。

## 地方資料
錫達鎮區的面積為106.05平方千米，當中陸地面積為104.62平方千米，而水域面積為1.43平方千米。根據2020年美國人口普查的數據，當地共有人口462人，而人口密度為每平方千米4.36人。